# Église Sante Orsola e Caterina dei Rossi
L'église Sante Orsola e Caterina dei Rossi (Sainte-Ursule-et-Sainte-Catherine-des-Rouges) est une petite église baroque du centre historique de Naples, située via Santa Maria dell'Aiuto. Elle se trouve tout contre l'église Santa Maria dell'Aiuto. Elles dépendent de l'archidiocèse de Naples.

## Histoire
L'église est qualifiée comme dei Rossi (des Rouges) en référence à l'habit rouge qu'endossaient pour leurs cérémonies les membres de la confrérie, fondée en 1626 auprès de l'église Sant'Orsola a Chiaia, et qui fut transférée ici par la volonté de Leone Barone, après des divergences survenues entre elle et les Pères mercédaires en 1713.
Une chapelle est installée plus tard au XVIIIe siècle en l'honneur du bienheureux Albert de Villa d'Ogna, tertiaire dominicain du XIIIe siècle béatifié en 1748 par Benoît XIV. On y place quelques reliques pour la vénération des fidèles.

## Source de la traduction
(it) Cet article est partiellement ou en totalité issu de la page de Wikipédia en italien intitulée « Chiesa delle Sante Orsola e Caterina dei Rossi » (voir la liste des auteurs).